# Helarchaeales
Helarchaeales o Helarchaeota es un orden candidato de arqueas recientemente propuesto a partir de muestras metagenómicas obtenidas de sedimentos hidrotermales y el fondo marino. Aunque se desconoce el papel ecológico de estas arqueas, a partir del genoma se ha determinado que son capaces de reciclar hidrocarburos de cadena corta generados hidrotermalmente y luego oxidarlos anaeróbicamente. Los genomas codifican enzimas similares a la metilo-CoM reductasa que son similares a las que se encuentran en las arqueas oxidantes de butano, así como varias enzimas potencialmente involucradas en la oxidación de alquilo-CoA y la vía Wood-Ljungdahl.
Los estudios moleculares han determinado que son lo suficientemente diferentes del resto de las arqueas para constituir un nuevo grupo del filo Promethearchaeota, aunque próximo a Lokiarchaeales. El término Helarchaeales deriva del personaje mitológico Hela, en consonancia a su clado hermano Lokiarchaeia, inspirándose en los dioses nórdicos y conformando el filo Promethearchaeota.  Las primeras muestras fueron descubiertas en la cuenca de Guaymas en el Golfo de California (EE. UU.).